# Rokiciny-Kolonia
Rokiciny-Kolonia – wieś w Polsce położona w województwie łódzkim, w powiecie tomaszowskim, w gminie Rokiciny.
W latach 1975–1998 miejscowość administracyjnie należała do województwa piotrkowskiego.

## Zabytki
Do ewidencji zabytków gminy Rokiciny wpisane są:
- dworzec kolejowy z 1846 r.[5]
- zajazd poczty konnej, ob. Gminny Ośrodek Kultury z 1848 r.[6]